# 水丝麻属
水絲麻屬（學名：Maoutia）是蕁麻科下的一個屬，為灌木植物。該屬共有15種，分布於熱帶亞洲和波利尼西亞。
蘭嶼水絲麻與水絲麻屬水絲麻屬。